# 타구
타구(打球)는 야구에서 친 공을 말한다.

## 땅볼
- 타자가 친 공이 땅에 바운드 되거나 굴러간 공을 말한다.

### 땅볼 아웃으로 처리되지 않는 경우
- 실책은 없었으나, 타자주자가 아웃되지 않은 경우(이 경우는 안타로 처리된다.)
- 야수가 던진 공을 다른 야수가 놓치거나 베이스 커버 혹은 타자주자의 태그를 못한 경우(이 경우는 실책이다.)
- 야수가 다른 주자를 아웃시키려다 타자와 주자가 모두 산 경우(이 경우는 야수 선택이며 타율, 장타율과 출루율 계산에서 뺀다.)
- 주자와 타자가 모두 아웃 당한 경우(이 경우는 병살로 기록된다.)

## 뜬공
- 타자가 친 공이 하늘로 떠서 노바운드된 공을 말한다.
- 뜬볼, 플라이라고도 한다.

### 플라이 아웃으로 처리되지 않는 경우
- 야수가 공을 잡았다가 놓치고 다시 땅에 떨어질때까지 잡지 못한 경우(이 경우는 실책이다.)
- 야수가 공이 담장에 닿은 후 잡은 경우(담장은 땅과 같다. 이 경우는 보통 안타로 기록된다.)

## 같이 보기
- 번트